# Jai Prakash
Jai Kangar Prakash (ur. 1 stycznia 1958) – Indyjski zapaśnik walczący w stylu wolnym. Olimpijczyk z Los Angeles 1984, gdzie odpadł w eliminacjach w kategorii 90 kg. Brązowy medalista igrzysk Wspólnoty Narodów w 1982. Wicemistrz Igrzysk Azji Południowej w 1985 roku.
- Turniej w Los Angeles 1984 – 90 kg

Pokonał Irakijczyka Abdula Rahmana i przegrał z Włochem Michelem Azzolą.